# Шнайдер, Рене (футболист)
Рене́ Шна́йдер (нем. René Schneider; 1 февраля 1973, Шверин) — немецкий футболист, защитник.

## Карьера
Шнайдер начинал карьеру в «Магдебурге», где провёл первые четыре года своей карьеры.
Затем, проведя один сезон в бранденбургской «Штали», перешёл в «Ганзу», где за два сезона провёл 62 матча.
С 1996 по 1999 год Шнайдер играл за дортмундскую «Боруссию», с которой выиграл Лигу чемпионов 1996/97, после чего вернулся в «Ганзу».
В 2001 году Шнайдер перешёл в «Гамбург», за один сезон ни разу не сыграл.
Доигрывал карьеру в «Оснабрюке» и «Варнемюнде».
Шнайдер провёл 8 игр за молодёжную сборную Германии, где забил 1 гол. Также сыграл один матч за сборную Германии, с которой ездил на чемпионат Европы 1996 года в Англию, где вместе со сборной выиграл золото.

## Достижения
«Боруссия» Дортмунд
- Лига чемпионов УЕФА: 1997
- Межконтинентальный кубок по футболу: 1997

Сборная Германии по футболу
- Чемпионат Европы по футболу: 1996